# Filiaalchef
De filiaalchef (synoniemen filiaalhouder, winkelmanager, filiaalmanager, vestigingsmanager) heeft de leiding over een filiaal van een winkelketen of van een grootwinkelbedrijf. Hij staat in voor het strategisch beleid van de winkel binnen het beleid dat is uitgezet door het hoofdkantoor. De filiaalchef kan zowel een zelfstandige ondernemer zijn als een werknemer of een franchisenemer. 
In een studie over de verschillende beroepen binnen de detailhandel wordt dit beroep gekwalificeerd als “strategisch manager in de detailhandel”. Dit beroep is ingeschaald op niveau VKS 6, wat betekent dat men een bachelordiploma nodig heeft om dit beroep uit te oefenen. 

## Taken
De studie van Tempera vat de competenties als volgt samen: 
“De kwalificatie ‘strategisch manager’ heeft betrekking op de bekwaamheden die nodig zijn voor het strategisch beleid van de winkel. Zijn competenties hebben betrekking op strategische planning, het dragen van eindverantwoordelijkheid, de beoordeling van resultaten, het financieel beleid, de logistieke organisatie en het personeelsbeleid. Daarnaast dient de ‘strategisch manager’ eveneens te beschikken over bekwaamheden die te maken hebben met de rapportage aan stakeholders, het onderhouden van relaties met de sociale partners, de toepassing van de wetgeving en het verzorgen van een veilige en gezonde werkomgeving. Tot slot beschikt een ‘strategisch manager’ ook over competenties in verband met preventiebeleid ten aanzien van fraude, en over competenties in verband met visual merchandising”.
De belangrijkste taakdomeinen zijn:

### Klanten
- De filiaalchef is het aanspreekpunt van klanten.
- De klant staat centraal in het handelen van de winkelmanager.
- Hij behandelt ernstige klachten.

### Commercieel
- Hij is verantwoordelijk voor de resultaten (de omzet) van de winkel.
- Hij vertaalt het beleid van het hoofdbedrijf naar de plaatselijke situatie. Hij is verantwoordelijk voor het halen van de doelen op het vlak van commercieel, financieel, personeel en logistiek management.
- Het inkoopbeleid wordt meestal door het hoofdkantoor bepaald.

### Personeel
- Hij heeft de leiding over de medewerkers.
- Hij plant de activiteiten binnen de winkel, en communiceert daar over via het werkoverleg.
- Hij is verantwoordelijk voor het functioneren van de medewerkers. Hij voert personele gesprekken. Hij staat in voor de evaluatie van de medewerkers. Hij is verantwoordelijk voor de vorming en professionele ontwikkeling van de medewerkers.
- Hij onderhoudt de relaties met de sociale partners.

### Ketenbeheer
- Hij moet inzicht hebben in de samenwerking tussen de verschillende winkels en afdelingen in de organisatie.

### Verantwoordelijkheid
- De filiaalchef draagt de eindverantwoordelijkheid voor het functioneren van de winkel. Hij rapporteert aan de stakeholders.

## Competenties
1. De missie en visie van de winkel kunnen bepalen en vertalen in een strategisch plan, doelstellingen en acties.
2. Eindverantwoordelijkheid kunnen dragen voor de gemaakte plannen
3. Eindverantwoordelijkheid kunnen dragen voor de uitvoering van de plannen
4. Eindverantwoordelijkheid kunnen dragen voor de resultaten
5. Resultaten kunnen evalueren
6. Commerciële beslissingen kunnen nemen
7. Financieel beleid van een retail organisatie kunnen voeren
8. Logistieke organisatie kunnen beheren (op maand en jaarbasis)
9. Personeel kunnen beheren (personeelsbeleid)
10. Schriftelijk en mondeling kunnen rapporteren aan de diverse stakeholders
11. Relaties kunnen onderhouden met de sociale partners
12. De wetgeving met betrekking tot de activiteiten kunnen toepassen
13. Een gezonde en veilige werkomgeving kunnen verzekeren
14. Preventiebeleid kunnen voeren om interne en externe fraude te ontdekken en vermijden

## Kwalificatiestructuur in Vlaanderen
In de Vlaamse kwalificatiestructuur (VKS) worden binnen de distributiesector vijf kernkwalificaties gedefinieerd: aanvuller, verkoper, kassier, operationeel manager en strategisch manager. SERV, de sociaal-economische raad voor Vlaanderen, stelde tot nu toe enkel het beroepscompetentieprofiel op van de “operationeel manager retail”. Deze kwalificatie is ingeschaald op niveau VKS5. De studie van Tempera 2007 heeft de kwalificatie Strategisch manager ingeschaald op niveau VKS 6. 

## Opleidingen

### Opleidingen in Nederland
In Nederland kan men de opleiding "Small business en retail management" (SB&RM) vinden aan:
- Avans Hogeschool
- Fontys Hogescholen
- Haagse Hogeschool
- Hanzehogeschool Groningen
- Hogeschool Inholland
- Hogeschool Rotterdam
- LOI Hogeschool
- Saxion Hogescholen
- Stenden hogeschool
- Windesheim Flevoland

### Opleidingen in Vlaanderen
- Hoger onderwijs: bacheloropleiding Retailmanagement:
- Hoger onderwijs: bacheloropleiding Bedrijfsmanagement - tot nu toe worden afgestudeerden uit het professioneel hoger onderwijs die door de distributiesector zijn gerekruteerd voor managementfuncties intern opgeleid. Sommige bedrijven hebben hiervoor hun eigen opleidingscentra (bijvoorbeeld Colruyt), andere werken samen met hun buitenlands moederbedrijf (bijvoorbeeld Gamma).
- Hoger onderwijs: bacheloropleiding Bedrijfsmanagement - de Katholieke Hogeschool Zuid-West-Vlaanderen Katho Kortrijk biedt een keuzetraject Shop management aan binnen de afstudeerrichting Marketing.
- Secundair onderwijs: Verkoop (BSO), Verkoop en distributie (TSO 7de leerjaar), Verkoop en vertegenwoordiging (BSO 7de leerjaar), Handel (TSO). Deze zijn gericht op de beroepen verkoper, kassamedewerker, rayonverantwoordelijke.
- Syntra: opleiding Filiaalhouder voor afgestudeerden secundair onderwijs, gericht op het opleiden van Rayonverantwoordelijken.
- Syntra plus en KCHandel organiseren een opleiding Winkelmanagement (een jaar, drie uur per week) voor “zittende winkelmanagers die zich willen vervolmaken of toekomstige winkelmanagers die zich willen bijscholen.”
- De Vlerick Leuven Gent Management School organiseert jaarlijks een vierdaagse opleiding “Retail & trade marketing”. De doelgroep is iedereen die reeds werkt in de detailhandel, zowel fabrikanten als retailers als hun toeleveranciers. Het is een kortlopende opleiding gericht op het marketingaspect van retail.
- De Katholieke Hogeschool Kempen Geel heeft een Bachelor-na-Bachelor Strategisch KMO- en retailmanagement. Dit is een opleiding tot “veelzijdig gevormde medewerkers met een brede bedrijfseconomische basis die kunnen meedenken op strategisch niveau in een KMO-organisatie” op te leiden. De opleiding is niet op de detailhandel gericht.